# Perșe Travnea, Sofiivka
Perșe Travnea (în ucraineană Перше Травня) este localitatea de reședință a comunei Perșe Travnea din raionul Sofiivka, regiunea Dnipropetrovsk, Ucraina.

## Demografie
Componența lingvistică a localității Perșe Travnea
     Ucraineană (96,06%)
     Rusă (3,28%)
     Alte limbi (0,44%)
Conform recensământului din 2001, majoritatea populației localității Perșe Travnea era vorbitoare de ucraineană (96,06%), existând în minoritate și vorbitori de rusă (3,28%).